# Мірієль (Знедолені)
Шарль-Франсуа́-Б'єнвеню́ Міріє́ль (фр. Charles-François-Bienvenu Myriel), а також Єпи́скоп Міріє́ль (фр. Évêque Myriel) та Монсеньйо́р Б'єнвеню́ (фр. Monseigneur Bienvenu) — вигаданий персонаж роману-епопеї Віктора Гюго «Знедолені» (1862); єпископ міста Дінь на південному сході Франції. У творі Мірієль є героїчною фігурою, що втілює співчуття та милосердя. Прототипом персонажа Гюго став ординарій дінської єпархії Б'єнвеню де Міолліс, від якого Мірієль успадкував не лише характер, але й одне з імен.

## Образ єпископа Мірієля в романі
Твір починається з оповідання про життя Мірієля. Майбутній ординарій народився у дворянській сім'ї, «першу половину свого життя цілком присвятив світу і любовним пригодам». Під час французької революції Мірієль емігрував до Італії, де згодом його дружина померла від грудної хвороби, якою давно хворіла. З Італії до рідної країни Б'єнвеню повернувся вже священником.
Згодом маловідомому церковнослужителеві довелося зустрітися з Наполеоном. Ця зустріч стала одним з поворотних моментів в житті Мірієля; імператор переймається до Б'єнвеню симпатією і призначає його єпископом. Отримавши цю посаду, Міріль продовжує жити своїм звичайним звичним життям жалісливого старого. Разом зі своєю сестрою Батистіною і служницею Маглуар монсеньйор Б'єнвеню перейшов жити до невеликої будівлі міської лікарні, звільнивши єпископський палац для хворих. Із загальної суми своєї платні в декілька тисяч франків в рік, Мірієль залишав на власні потреби лише десяту частину, решту відраховуючи на милостиню.
Однієї з ночей на порозі будинку єпископа, з проханням заночувати, з'являється колишній каторжник Жан Вальжан. Монсеньйор Б'єнвеню люб'язно зустрічає подорожнього, пригощає його вечерею і готує гостю ліжко. Вальжан же, прихопивши з собою кошик зі сріблом єпископа, покидає старого, що прихистив його. Скоро Жан, разом зі своєю здобиччю, опиняється в руках поліції. Дізнавшись про затримання Вальжана, Мірієль запевняє жандармів, що усе це він дав Вальжану в подарунок; на додаток до усього єпископ віддає утікачеві свої срібні свічники, нарікаючи на те, що минулого разу гість їх забув. Після того, як жандарми покидають будинок єпископа, Б'єнвеню просить свого гостя використаати це срібло на те, щоб стати чесною людиною.
Далі, образ єпископа Мірієля періодично виникає в сюжеті роману; зокрема, у творі згадується про смерть ординарія.
Незадовго до смерті Вальжана, до вмирущого заглядає воротарка, і запитує, чи «не покликати священника», на що Жан відповідає: «у мене він є», і вказує пальцем на когось, видимого тільки йому одному. Нижче автор пояснює: «можливо, і справді єпископ був присутній при цій передсмертній агонії». Також Вальжан вголос згадує про подарунок єпископа Мірієля, срібні свічники, світло яких осявало його у момент смерті.

## У сучасній культурі
З моменту виходу у світ оригінального роману, неодноразово робилися спроби відтворити характер Мірієля у творах інших авторів, театральних постановках, мюзиклах і фільмах.

## Мірієль в екранізаціях книги
Усі екранізації книги мали однакову назву — «Знедолені».
| Рік екранізації | Режисер           | Виконавиць ролі Мірієля | Країна                          |
| --------------- | ----------------- | ----------------------- | ------------------------------- |
| 1913            | Альбер Капеллані  | Леон Бернар             | Франція                         |
| 1917            | Френк Ллойд       | Джордж Мосс             | Франція                         |
| 1925            | Анрі Фекур        | Поль Жорж               | Франція                         |
| 1958            | Жан-Поль ле Шануа | Фернан Леду             | НДР, Франція, Італія            |
| 1972            | Марсель Блюваль   | Франсуа Вібер           | Франція                         |
| 1978            | Ґленн Джордан     | Клод Дофен              | Велика Британія                 |
| 1982            | Робер Оссейн      | Луї Сеньє               | ФРН, Франція                    |
| 1995            | Клод Лелуш        | Жан Маре                | Франція                         |
| 1998            | Білле Аугуст      | Пітер Вон               | Велика Британія, Німеччина, США |
| 2000            | Жозе Даян         | Отто Зандер             | Франція, Італія, Іспанія        |
| 2012            | Том Хупер         | Колм Вілкінсон          | Велика Британія, США            |